# Sympycnus mutatus
Sympycnus mutatus är en tvåvingeart som beskrevs av Becker 1922. Sympycnus mutatus ingår i släktet Sympycnus och familjen styltflugor. Inga underarter finns listade i Catalogue of Life.